# Hypocrea atroviridis
Hypocrea atroviridis är en svampart som beskrevs av Dodd, Lieckf. & Samuels 2003. Hypocrea atroviridis ingår i släktet svampdynor och familjen Hypocreaceae.   Inga underarter finns listade i Catalogue of Life.